# Agnieszka Malesińska
Agnieszka Malesińska (Niebieszczańska) – polska inżynier, doktor habilitowana nauk inżynieryjno-technicznych Specjalizuje się w budownictwie hydrotechnicznym (instalacje: wodociągowe, przeciwpożarowe, tryskaczowe), hydraulice oraz mechanice płynów. Wykładowca na Wydziale Instalacji Budowlanych, Hydrotechniki i Inżynierii Środowiska Politechniki Warszawskiej.

## Życiorys
Dyplom magistra inżyniera w zakresie budownictwa hydrotechnicznego uzyskała w 1996 na Wydziale Inżynierii Środowiska Politechniki Warszawskiej, gdzie następnie doktoryzowała się w 2002 na podstawie pracy pt. Rozprzestrzenianie się zaburzenia ciśnienia o skończonej amplitudzie w ciągu przewodów o różnych średnicach (promotorem pracy był prof. Marek Mitosek). Na macierzystym wydziale uzyskała także tytuł magistra inżyniera w specjalności: zaopatrzenie w wodę i odprowadzanie ścieków (2014).
Habilitowała się w 2019 na podstawie oceny dorobku naukowego i cyklu artykułów pt. Ocena oddziaływania sił i przemieszczeń wywołanych zjawiskami nieustalonymi na pracę instalacji tryskaczowej i związane z tym wytyczne do projektowania wybranych urządzeń przeciwpożarowych. Na macierzystym Wydziale pracowała (od 2002 do 2014) jako adiunkt w Zakładzie Budownictwa Wodnego i Hydrauliki, a od 2014 pracuje jako adiunkt w Zakładzie Zaopatrzenia w Wodę i Odprowadzania Ścieków. Prowadzi zajęcia m.in. z zaawansowanych rozwiązań instalacji wodociągowych i kanalizacyjnych.
Artykuły publikowała m.in. w takich czasopismach jak: „Gaz, Woda i Technika Sanitarna".